# Стефан Джаков
Стефан Джаков е български архитект, баща на физика Емил Джаков, на художника Крум Джаков, на първия български радиолюбител Иван Джаков и на Борислав Джаков. 

## Биография
Стефан Джаков е роден 1867 г. в град Карлово. Завършва Военната академия в София специалност минно-понтонно дело и строителство. От 1897 учи във Висшето техническо училище в Мюнхен.
В София във Военното министерство започва работа като архитект. В 1911 печели конкурса за Халите в Пловдив във вътрешния двор –остъклен– на древния Куршум хан. Възлагат му и строежа, но войните осуетяват реализацията. За участие в три войни има отличия и ордени.
В Пловдив арх. Стефан Джаков живее и работи от 1919 до 1936 и оставя значително творчество, от което най-известна е къщата с куличката върху скалата над Античния театър построил за семейството си. Баща е на единствения безпартиен академик Емил Джаков, основател и директор на Института по електроника на БАН и дядо на проф. Боян Джаков.
Автор на жилищно-търговски сгради: Гургулски, 1921; Каратабаков, 1922; Бъчварови на „Авксентий Велешки“, 1923; Нигохосян, 1924 на „Съборна“ и др.